# The Stepmother
The Stepmother (Brasil: A Substituta ) é um filme norte-americano de 1972, do gênero drama, dirigido por Hikmet L. Avedis e estrelado por Alejandro Rey e John Anderson.

## Sinopse
Frank Delgado fica tão possesso por suspeitar que é traído pela esposa, Margo, que mata dois colegas e incrimina outro pelo crime. Margo não aguenta a pressão e torna-se alcoólatra e seduz Steve, o enteado. Tudo fica ainda pior quando Frank descobre o caso e os segue até o local de seus encontros...

## Premiações
| Patrocinador                                  | Prêmio | Categoria              | Situação |
| --------------------------------------------- | ------ | ---------------------- | -------- |
| Academia de Artes e Ciências Cinematográficas | Oscar  | Melhor Canção Original | Indicado |

## Elenco
| Ator/Atriz        | Personagem       |
| ----------------- | ---------------- |
| Alejandro Rey     | Frank Delgado    |
| John Anderson     | Inspetor Darnezi |
| Katherine Justice | Margo Delgado    |
| Larry Linville    | Dick Hill        |
| Marlene Schmidt   | Sonya Hill       |
| Duncan McLeod     | Inspetor Chefe   |
| David Renard      | Pedro Lopez      |
| Claudia Jennings  | Rita             |
| Rudy Herrera Jr.  | Steve Delgado    |
| Mike Kulcsar      | Alan Richmond    |
| Priscilla Garcia  | Maria            |